# باول لورانس روز
باول لورانس روز (بالإنجليزية: Paul Lawrence Rose)‏ هو مؤرخ أمريكي، ولد في 1944، وتوفي في ديسمبر 2014.